# Ванини
Ванини (порт. Vanini)  —  муниципалитет в Бразилии, входит в штат Риу-Гранди-ду-Сул. Составная часть мезорегиона Северо-запад штата Риу-Гранди-ду-Сул. Входит в экономико-статистический  микрорегион Пасу-Фунду. Население составляет 1932 человека на 2006 год. Занимает площадь 64,872 км². Плотность населения — 29,8 чел./км².

## Статистика
- Валовой внутренний продукт на 2003 составляет 41.525.059,00 реалов (данные: Бразильский институт географии и статистики).
- Валовой внутренний продукт на душу населения на 2003 составляет 21.729,49 реалов (данные: Бразильский институт географии и статистики).
- Индекс развития человеческого потенциала на 2000 составляет 0,800 (данные: Программа развития ООН).